# 1856 Ruzena
1856 Ruzena је астероид главног астероидног појаса чија средња удаљеност од Сунца износи 2,236 астрономских јединица (АЈ).
Апсолутна магнитуда астероида је 12,6.